# ISS ECLSS

ISSの環境制御および生命維持システム（ECLSS）のコンポーネント間の相互作用

国際宇宙ステーションの環境制御および生命維持システム（英語: Environmental Control and Life Support System（ECLSS））は、大気圧、火災の検出と抑制、酸素レベル、廃棄物管理、および給水を提供または制御する生命維持装置。ECLSSの最優先事項はISS内の大気である。このシステムは、乗組員が生成して使用する廃棄物と水も収集、処理、保存する。このプロセスでは、シンク、シャワー、トイレからの液体、空気からの結露をリサイクルする。ズヴェズダに搭載されたエレクトロンシステムとデスティニーの同様のシステムは、ステーションに搭載された酸素を生成する。乗組員には、ボトル入り酸素と固形燃料酸素生成（SFOG）キャニスターの形でバックアップオプションがある。二酸化炭素は、ロシアのズヴェズダのヴォズドゥクシステム、USラボモジュールにある1つの二酸化炭素除去アセンブリ（CDRA）、およびUSノード3モジュールにある1つのCDRAによって空気から除去される。鼓腸からのメタンや汗からのアンモニアなど、人間の代謝の他の副産物は、活性炭フィルターまたは微量汚染物質管理システム（TCCS）によって除去される。

## 水回収システム
ISSには2つの水回収システムがある。ズヴェズダには、緊急時に飲用に使用できる大気からの水蒸気を処理する水回収システムが含まれているが、通常は酸素生成のためにエレクトロンシステムに供給される。アメリカのセグメントには、STS-126間に設置された水回収システムがあり、大気と尿から集められた水蒸気を飲用用の水に処理することができる。水回収システムは、2008年11月に一時的にデスティニーに最初に設置され 、2010年2月に、トランクウィリティー（ノード3）に移動した。

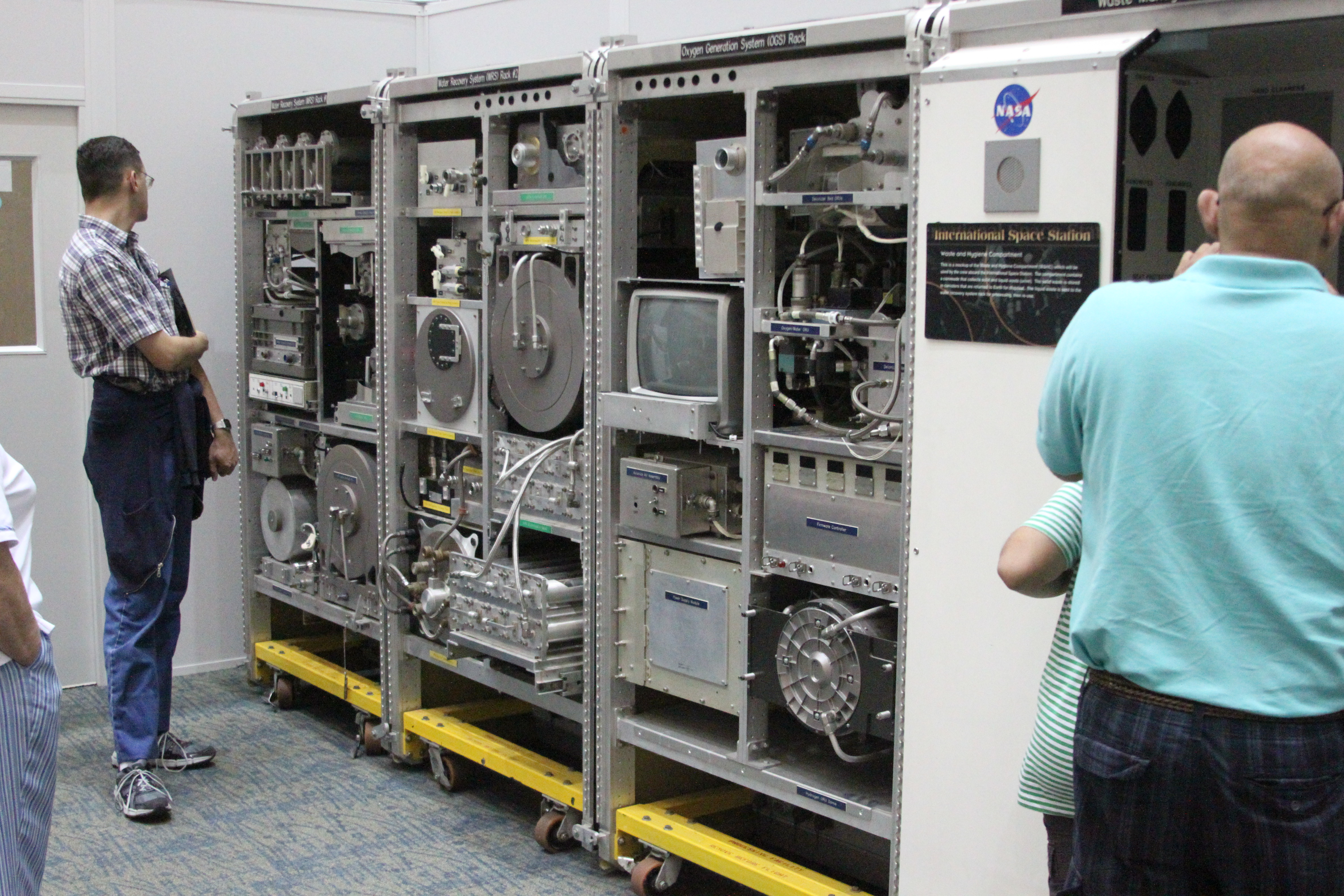
2012年にマーシャル宇宙飛行センターのECLSSテスト施設に展示された3つのECLSSラック。左から順に、水回収システム（ラック1）、WRS（ラック2）、および酸素生成システム。

水回収システムは、3つのECLSSラックのうちの2つに収容された、尿処理装置アセンブリと水処理装置アセンブリで構成されている。
尿処理装置アセンブリは、遠心分離機を使用して重力の不足を補い、液体と気体の分離を支援する低圧減圧蒸留プロセスを使用する。尿処理装置アセンブリは、6人の乗組員のニーズに対応する9kg/日の負荷を処理するように設計されている。設計では水分の85％を回収するよう要求されていたものの、その後、硫酸カルシウムの沈殿 （ISSに存在する自由落下状態では、骨密度の低下により尿中のカルシウム濃度が上昇する）を受けて、水分含有量の70％を回収するという運用レベルに修正された。
尿処理装置アセンブリと廃水源からの水は、共にガスと固形物が水処理装置アセンブリでろ過された後、過床と高温触媒反応器アセンブリを通過する。その後、水は内蔵センサーによって検査され、不適格な水はウォータープロセッサアセンブリを介して循環される。
揮発性除去アセンブリは、 1998年1月にSTS-89で飛行し、微小重力下での水処理装置アセンブリの触媒反応器を実証した。蒸気圧縮蒸留飛行実験は、STS-107で飛行したが、事故で破壊した。
尿処理装置アセンブリの蒸留アセンブリは、最初の設置の翌日の2008年11月21日に故障した。3つの遠心分離機速度センサーの1つが異常な速度を示し、遠心分離機モーターの電流も大きかった。これは、いくつかのゴム製防振装置を使用せずに蒸留アセンブリを再取り付けすることで修正された。蒸留アセンブリは、モーター電流が大きいために2008年12月28日に再び故障し、2009年3月20日に交換している。最終的に、故障後のテスト中に、1つの遠心分離機の速度センサーがずれていることが判明し、コンプレッサーのベアリングが故障している。

## 大気
現在、ISSには、地球の大気と同様の宇宙船の大気を維持するためのいくつかのシステムが使用されている。ISSの通常の気圧は地球の海面と同じ101.3 kPa（14.7 psi ）である。「ISSの乗組員は、圧力が低くても健康を維持できるが、ステーションの機器は圧力に非常に敏感である。圧力が下がりすぎると、ステーションの機器に問題が発生する可能性がある。」

### 空気活性化システム
二酸化炭素と微量汚染物質は、空気再生システムによって除去される。これは、トランクウィリティーに配置されたNASAの設備であり、二酸化炭素除去アセンブリ（CDRA）、大気から有害な微量汚染を除去するための微量汚染物質制御サブアセンブリ（TCCS）、および窒素、酸素、二酸化炭素、メタン、水素、及び水蒸気を監視するための主要成分分析装置（MCA）を提供するように設計されている。空気再生システムはSTS-128に搭載されたステーションから運ばれ、日本の実験モジュールの加圧モジュールに一時的に設置された。システムは到着後にトランキリティに移される予定で、スペースシャトル・エンデバーミッションSTS-130の間に設置された。

### 酸素発生システム
酸素生成システム（OGS）は、水回収システムからの水を電気分解して酸素と水素を生成するように設計されたNASAの設備である。酸素はキャビンの大気に送られる。ユニットはデスティニーモジュールに設置されている。STS-117宇宙飛行士が実施した船外活動の1つで、システムの使用を開始するために必要な水素ベントバルブが設置された。このシステムは2006年にSTS-121によって提供され、2007年7月12日に運用を開始した。2001年以降、米国の軌道セグメントは、クエストエアロックモジュールの加圧貯蔵タンクまたはロシアのサービスモジュールで酸素を使用していた。2010年10月にサバティエシステムが作動する前に、キャビンから抽出された水素と二酸化炭素は船外に排出されていた。
2011年、アメリカの報道機関であるCBSニュースとニュースマガジンのspaceflightnowは、「OGAに供給された水がわずかに酸性であるため、過去6か月間のOGAはうまく機能していなかった」とステーションフライトディレクターのクリス・エデレンは述べている。「過去数ヶ月間、ステーションの乗組員は、OGA修理装置の配達を待っている間、プログレス供給宇宙船、ヨーロッパの貨物船、ロシアのエレクトロン酸素発生器を訪問して持ち込まれた酸素を使用してきた。OGAは、エレクトロンと同様に、電気を使用して水分子を水素と酸素に分解する。」
Advanced Closed Loop System（ACLS）は、二酸化炭素を酸素と水に変換するESAの設備である。これは、酸素を生成するために地球からの安定した水の供給に依存しているNASAの酸素生成ラックとは大きく異なる。この水生成能力により、貨物の補給に年間400リットルの追加の水を投入する必要がなくなる。処理される二酸化炭素の50％は酸素に変換することができ、単体で3人の宇宙飛行士のためにフルタイムで十分な酸素を作ることができる。二酸化炭素の残りの50％は、生成されたメタンとともにISSから投棄される。ACLSは、NASAの酸素生成ラックを補完する。ACLSは技術デモンストレーターであるが、成功した場合はISSに恒久的に搭載されたままになる。2018年9月に発射されたこうのとり7号に搭載され、デイスティニーモジュールに設置された。

### サバティエシステム
サバティエシステムは、ECLSSのループの最後の機器で、サバティエ反応を使用して酸素生成システムからの廃水素とステーション大気からの二酸化炭素を組み合わせ、これらの貴重な化学物質を保存する。この反応では、水とメタンが生成される。水は、地球からステーションに運ばなければならない水の総量を減らすためにリサイクルされ、メタンは、酸素生成システム用に設置された今は共有されている水素ベントラインによって船外に排出される。

### エレクトロン

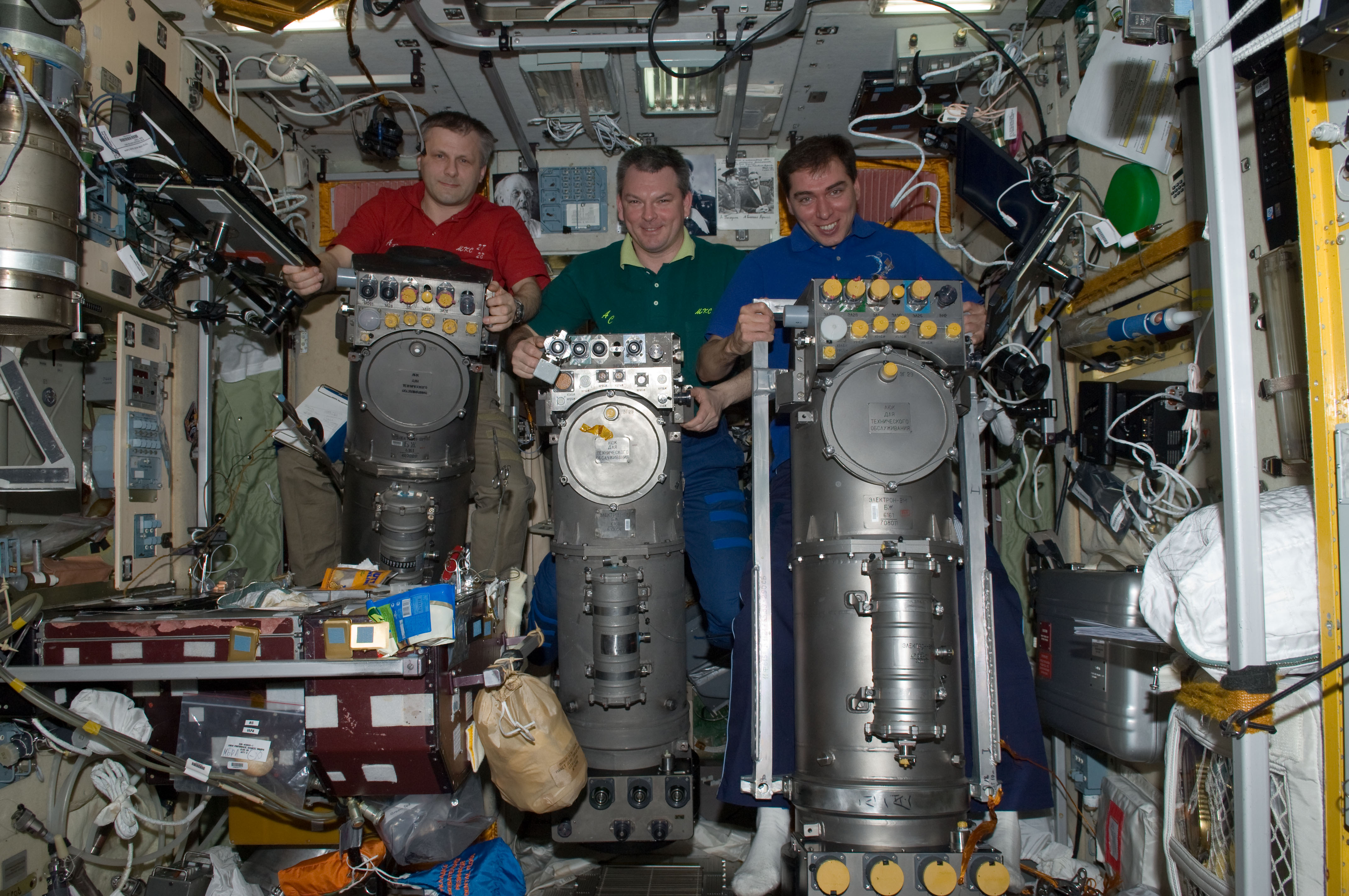
ズヴェズダサービスモジュールのエレクトロンユニット。

エレクトロンはロシアの電解酸素発生器であり、ミールでも使用されていた。電気分解を利用して酸素を生成する。このプロセスは、ステーションに搭載されている他の用途から回収された水分子を、電気分解によって酸素と水素に分解する。酸素はキャビンに排出され、水素は宇宙に排出される。国際宇宙ステーションに搭載されている3台のロシアのエレクトロン酸素発生器は問題に悩まされており、多くの場合、乗組員はバックアップソース（ボトル入り酸素または以下で説明するビガシステム）を使用せざるを得ない。6人の乗組員をサポートするために、NASAは上記の酸素生成システムを追加した。
2004年、エレクトロンユニットは（当初は）原因不明でシャットダウンした。2週間のトラブルシューティングにより、ユニットは再起動したが、すぐにシャットダウンした。その後、原因はユニット内の気泡と特定されたが、2004年10月のプログレスのミッションまで機能しなかった。2005年、ISSの乗組員、最近到着したプログレス補給船の酸素供給を利用したが、エレクトロンユニットが故障した。2006年、誤動作しているエレクトロンユニットから煙が発生し、NASAの航空機関士は「宇宙船の緊急事態」を宣言した。燃えるようなにおいがしたことから、ISSの乗組員は再びエレクトロンに火災が起きているのではないかと考えたが、ユニットは「非常に熱い」だけであった。腐食性で無臭の水酸化カリウムの漏れにより、ISSの乗組員は手袋とフェイスマスクを着用せざるを得なくなった。臭いはゴム製シールの過熱によるものと推測されている。この事件は、STS-115が出発した直後、補給ミッション（宇宙旅行者のアニューシャ・アンサリを含む）が到着する直前に発生した。 エレクトロンは、新しいバルブとケーブルが2006年10月のProgressプログレス補給船に到着した後、2006年11月までオンラインに戻らなかった。ERPTC（Electrical Recovery Processing Terminal Current）は、システムへの害を防ぐためにISSに挿入されました。2020年10月、エレクトロンシステムに障害が発生し、修理する前に短時間機器が作動しない状態にする必要があった。

### Vika
VikaまたはTGK酸素発生器は、ISSで使用される場合は固体燃料酸素発生器（SFOG）とも呼ばれ、ロスコスモスがミールのために開発した化学酸素発生器であり、代替の酸素発生システムを提供する。固体の過塩素酸リチウムのキャニスターを使用し、燃焼させてガス状の酸素を生成する。各キャニスターは、1人の乗組員の1日分の酸素需要を供給することができる。

### ヴォズドゥク
別のロシアのシステムであるヴォズドゥク（ロシア語のВоздух 、「空気」を意味する）は、二酸化炭素ガスの再生可能な吸収体の使用に基づいて、空気から二酸化炭素を除去する。

## 温度と湿度の制御
温度および湿度制御（THC）は、安定した気温の維持とステーションの空気供給における水分の制御に関係するISSECLSSのサブシステムである。熱制御システム（TCS）は、THCシステムの構成部品であり、アクティブ熱制御システム（ATCS）とパッシブ熱制御システム（PTCS）からなる。温度の上げ下げや、空気に湿気を加えることで、湿度を制御することが可能である。

## 火災検知と抑制
火災検知および抑制（FDS）は、火災が発生したことを識別し、消火措置を講じるためのサブシステムである。